# BKK Radnički Belgrado
Beogradski Košarkaški Klub Radnički Belgrado (Servisch: Београдски Кошаркашки клуб Раднички), is een basketbalclub gevestigd in Belgrado, Servië.

## Geschiedenis
De club werd opgericht in 1945. Tijdens de jaren zeventig was Radnički een van de topclubs in niet alleen de nationale, maar ook Europese competities. Met het behalen van de Joegoslavische titel in 1973, het winnen van de Beker van Joegoslavië in 1976 en het bereiken van de finale 1973 was Radnički een geduchte tegenstander. Ook het bereiken van de finale om de Saporta Cup van 1977 was een grote prestatie. Ze verloren in een spannende finale van Forst Cantù uit Italië met 86-87.
Tegenwoordig komt Radnički uit in de tweede divisie van Servië.

## Erelijst
- Landskampioen Joegoslavië: 1
  - Winnaar: 1973

- Bekerwinnaar Joegoslavië: 1
  - Winnaar: 1976
  - Runner-up: 1978

- Saporta Cup:
  - Runner-up: 1977

## Bekende (oud)-coaches
- Dušan Ivković

## Bekende (oud)-spelers
| - Dragutin Čermak - Dušan Ivković - Bogić Vujošević - Milivoje Mijović |